# Etstur

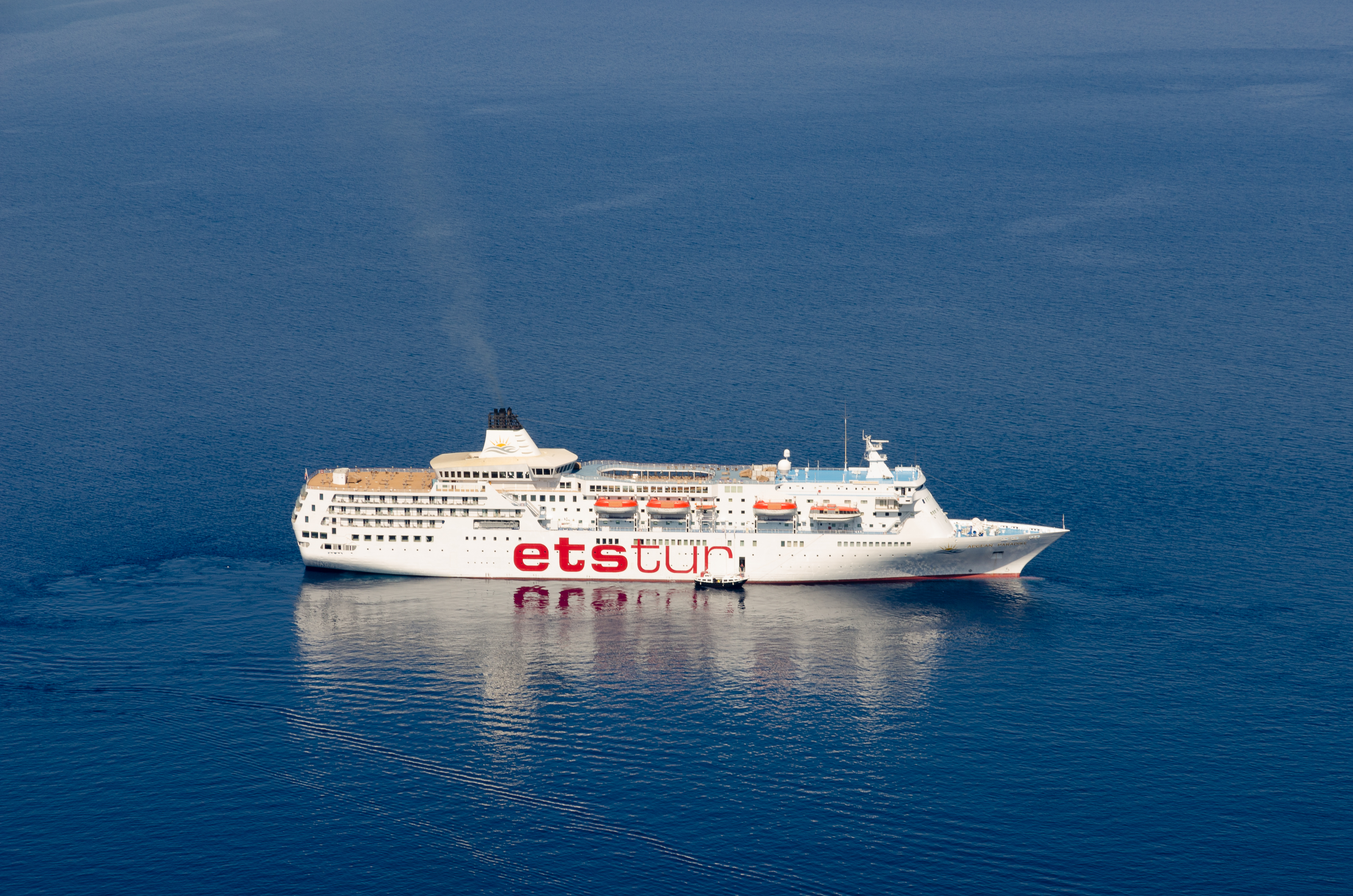
Aegean Paradise, Etstur-Kreuzfahrtschiff

Etstur (Eigenschreibweise etstur) ist eine türkische Tourismusmarke von Ets Ersoy Turistik Servisleri AŞ mit Sitz in Istanbul. 

## Geschichte
Der Reiseveranstalter wurde 1991 von Mehmet und Murat Ersoy gegründet. Das Tourismusunternehmen bietet Pauschalreisen, Hotelbuchungen, Flugtickets und einen Autoverleih in der Türkei und im Ausland an. Die Marke besitzt laut eigenen Angaben einen Marktanteil von 56 % im Reisebürosegment der Türkei. Etstur bot ab 2012 auch Kreuzfahrten mit eigenen Kreuzfahrtschiffen an und war damit das einzige Reiseunternehmen der Türkei, das auch Kreuzfahrten anbietet.
Das Unternehmen besitzt 130 Reisebüros in 48 Städten, ein Callcenter und für Onlinebuchungen eine Webseite und Mobile Apps.

## Auszeichnungen
- 2014 Bestgeführter Reiseveranstalter am Inlandsmarkt – Auszeichnung für Qualitätsmanagement
- 2014 Bester F.I.T.-Produzent – MSC
- 2010, 2014 Beliebtestes Tourismusunternehmen der Türkei – Capital Magazine
- 2012, 2013 Bester Reiseleiterdienst des Jahres – Voyager Magazine
- 2010 Auszeichnung mit dem Tourismusstern der Stadtgemeinde Antalya
- 2010 Auszeichnung des türkischen Ministeriums für Industrie und Handel

## Weitere Marken
- Didimtur: Reisebüro-Kette. 1991 gegründet, 2001 von Etstur übernommen.
- Jetset: Boutique-Reisebüro, das sich auf individuell abgestimmte Pauschalurlaube/-reisen spezialisiert hat.
- Ucuzabilet: Webseite, auf der Flugtickets für alle inländischen und internationalen Destinationen gebucht werden können.
- Otelpuan.com: Webseite, auf der Hotels anhand der von Etstur-Gästen ausgefüllten Fragebögen bewertet werden. Wird von einem unabhängigen Prüfinstitut überwacht.
- Etsmice: Etstur-Marke, die Geschäftsreisen und -veranstaltungen, Messen usw. organisiert.